# Sandersdorf-Brehna
Sandersdorf-Brehna − miasto w Niemczech, w kraju związkowym Saksonia-Anhalt, w powiecie Anhalt-Bitterfeld. Miasto powstało 1 lipca 2009 z połączenia gmin: Brehna, Glebitzsch, Petersroda, Roitzsch i Sandersdorf.
Do 30 czerwca 2009 gmina Sandersdorf należała do powiatu Bitterfeld.
Miasto położone jest ok. 4 km na zachód od Bitterfeld-Wolfen.
W skład gminy wchodzą następujące dzielnice: Beyersdorf, Brehna, Carlsfeld, Glebitzsch, Heideloh, Köckern, Petersroda, Ramsin, Renneritz, Roitzsch, Sandersdorf, Torna i Zscherndorf.

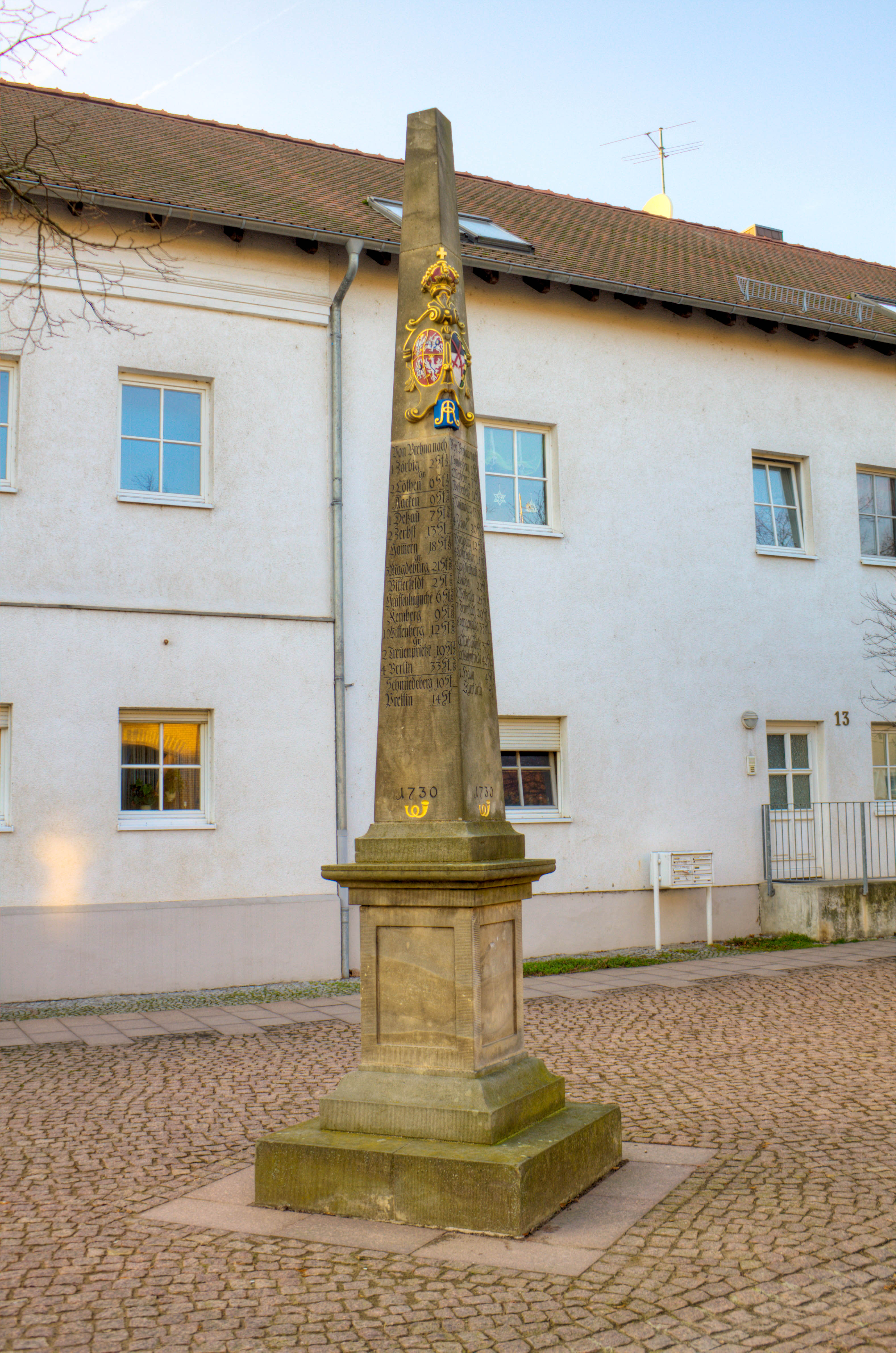
Polsko-saski słup pocztowy z 1730 roku

## Współpraca
Miejscowość partnerska:
- Altmannstein, Bawaria